# Hidekazu Otani
Hidekazu Otani (大谷 秀和 Otani Hidekazu?), född 6 november 1984 i Chiba prefektur, är en japansk fotbollsspelare.
Otani började sin karriär 2003 i Kashiwa Reysol. Med Kashiwa Reysol vann han japanska ligan 2011, japanska ligacupen 2013 och japanska cupen 2012.